# 皮亞朗
艾伦·皮尔斯（英文：Aaron Pierce），美剧《24》的角色之一，担任美國特勤局的特工，是杰克·鲍尔信任的朋友。
皮尔斯从大卫·帕默(David Palmer)总统直到查尔斯·洛根(Charles Logan)总统时代，一直主管白宫的安全服务工作。除主角杰克·鲍尔外，皮尔斯是出场季数最多的角色，除第八季外，在第一季到第七季都有出场，他同时也是剧中难得的长期出场而一直存活的角色。

## 履历
皮尔斯从罗纳德·里根总统时期就开始了他的安全服务工作生涯。在大卫·帕默参议员竞选总统时，被安排负责帕默的安全保卫工作。帕默当选后，继续从事总统安保服务。洛根总统下台后退休，在艾莉森·泰勒（Allison Taylor）总统时期又临危受命，复出担任总统女儿奥莉维亚·泰勒（Olivia Taylor）的安保工作。
皮尔斯是一名非常敬业和爱国的特工。在他的信念里，他的责任不仅是保护美国总统，更是对美国人民负责。当帕默总统遭遇不公待遇时，他违反命令帮助帕默总统；当洛根总统涉嫌犯罪时，他协助杰克揭发总统的罪行；当总统女儿奥莉维亚遇险时他舍身求助，但当奥莉维亚涉嫌仇杀事件时，他又主动揭发真相。

## 剧中经历

### 第一季
总统候选人帕默参议员遇到严重的暗杀威胁，需要加强安保。皮尔斯受命作为安全服务负责人，承担保护帕默参议员的责任。最终帕默有惊无险地躲过了当天的两次刺杀行动。

### 第二季
第二季中，皮尔斯成为帕默总统的安全保卫主管。 当副总统吉姆·普雷斯科特(Jim Prescott)暗中策划使用宪法第25修正案解除帕默权力时，帕默查觉到异常，并询问皮尔斯。皮尔斯答复：他认为总统的直觉是对的。
帕默被副总统解除了权力并拘禁，皮尔斯负责看管。帕默试图与皮尔斯讨论当天的危机。但皮尔斯解释他不允许与总统说话，但愿意倾听。
帕默总统试图与杰克联系，皮尔斯冒着危险帮助帕默获取到一部卫星电话。但很快被麦克·诺维克(Mike Novick)发现，皮尔斯被下令逮捕。尽管帕默总统抗议，但皮尔斯仍被挽留。帕默为连累了皮尔斯向他表示歉意。皮尔斯答复：“你没有任何需要道歉的，总统先生。”
最终杰克查明真相，总统的判断被证明正确，因此重新恢复权力。皮尔斯也被复职。

### 第四季
在第四季里皮尔斯是副总统洛根的安全特工。空军一号遇袭总统重伤，洛根继任总统，皮尔斯再次担任总统安全特工。
帕默总统作为特别顾问被召回白宫协助洛根总统处理核弹危机，皮尔斯与帕默总统老朋友再次相聚。
在帕默总统与杰克讨论特赦一名恐怖份子以交换核弹关键情报时，皮尔斯从存档照片中发现，这名恐怖分子正是第二季中毒杀帕默总统的女子。但帕默总统仍然同意签署了特赦令。